# Nacionalidad chilena
La nacionalidad chilena es el vínculo jurídico que liga a una persona física con la República de Chile. Se adquiere de cuatro formas distintas —por consanguinidad (ius sanguinis), por territorialidad (ius soli), por gracia de ley (otorgada por el Poder Legislativo), y por carta de nacionalización (otorgada por la autoridad administrativa de acuerdo a la ley)— y se encuentra regulada en el Capítulo II de la Constitución Política de la República de Chile (artículos 10.° a 18.°).
La Constitución otorga amparo judicial directo de la nacionalidad chilena. Si alguna autoridad administrativa privase o desconociese a una persona de su nacionalidad chilena, el afectado puede recurrir ante la Corte Suprema, dentro de 30 días, personalmente o mediante otra persona.
El efecto más importante de la nacionalidad es atribuir el derecho a residir libremente en el territorio nacional y la condición de ciudadano. La ciudadanía es un atributo de la nacionalidad que otorga los derechos civiles y de participación política. Se adquiere por el hecho de cumplir 18 años por toda persona, sin distinción, salvo que el sujeto haya sido condenado a pena aflictiva (privativa de libertad por haber cometido un crimen o simple delito). Del mismo modo, el Estado chileno puede imponer el cumplimiento de una serie de obligaciones y deberes establecidos por la ley. La Constitución otorga también los derechos de participación política a los extranjeros en ciertos casos.
Chile es un estado asociado del Mercosur y la Comunidad Andina, y miembro retirado de Unasur, por lo tanto, todas las personas que sean titulares de un pasaporte chileno o una  cédula de identidad chilena tienen derecho a circular libremente sin necesidad de un visado en cualquier país de América del Sur, excepto Venezuela, Surinam, y Guyana.

## Adquisición
Bajo la legislación chilena existen cuatro formas de obtener la nacionalidad chilena. El Gobierno de Chile aún no exige un examen de nacionalización a los extranjeros que quieran convertirse en chilenos, éstos deben cumplir con una serie de requisitos, dependiendo de cada situación en la que se encuentren:

### Chilenos de origen
El criterio principal para la adquisición de la nacionalidad chilena de origen es el de consanguinidad, siendo el de territorialidad secundario a aquel. Así, actualmente, las personas nacidas de padre o madre chilenos son chilenos, independientemente de su lugar de nacimiento.
¿En qué situación queda el hijo de un chileno nacido en el extranjero?
Existen varias situaciones, se puede dirigir al Consulado respectivo a fin de solicitar la inscripción del recién nacido como chileno, caso en el cual el Cónsul en su carácter de Oficial de Registro Civil en el extranjero remite los antecedentes a dicho Servicio para su posterior inscripción. 

#### Consanguinidad
A través de este criterio, los hijos de padre o madre chilenos reciben la nacionalidad, aunque hayan nacido en territorio extranjero o internacional. En todo caso, es necesario que alguno de sus ascendientes en línea recta en primer o segundo grado, padres o abuelos, hayan adquirido la nacionalidad por origen, por territorialidad, por gracia (carta de naturaleza) o por carta.

#### Territorialidad
Toda persona nacida dentro del territorio nacional adquiere inmediatamente la nacionalidad chilena al momento de nacer. Las únicas dos excepciones que se aplican son:
- A los hijos nacidos de personas al servicio de un gobierno extranjero en Chile, como los diplomáticos.
- Los niños cuyos padres no residen en el país. Sin embargo, estos niños tienen la opción de adquirir la nacionalidad.

### Nacionalidad por gracia de la ley
La «nacionalidad por gracia» es el beneficio de nacionalidad otorgado por el Congreso Nacional a aquellos extranjeros que han realizado grandes servicios a la República.

### Nacionalidad por carta de nacionalización
Los extranjeros mayores de 18 años pueden obtener la nacionalidad chilena si residieron por más de cinco años de forma continua en el país y tienen residencia permanente. también los mayores de 14 años con autorización de sus padres o tutor legal. Se excluyen aquellos que hayan sido condenados o estén actualmente procesados por crimen o delito simple y aquellos que estén incapacitados para ganarse la vida.

## Pérdida de la nacionalidad
Los chilenos nacionalizados la perderán por las siguientes cinco causas:
1. Por nacionalización en país extranjero, salvo en el caso de aquellos chilenos comprendidos en las primeras tres secciones, del artículo anterior que hubieren obtenido otra nacionalidad sin renunciar a su nacionalidad chilena y de acuerdo con lo establecido en el N.º 4 del mismo artículo. La causal de pérdida de la nacionalidad chilena señalada precedentemente no regirá respecto de los chilenos que, en virtud de disposiciones constitucionales, legales o administrativas del Estado en cuyo territorio residan, adopten la nacionalidad extranjera como condición de su permanencia en él o de igualdad jurídica en el ejercicio de los derechos civiles con los nacionales del respectivo país.
2. Por decreto supremo, en caso de prestación de servicios durante una guerra exterior a enemigos de Chile o sus aliados.
3. Por sentencia judicial condenatoria por delitos contra la dignidad de la patria, o los intereses esenciales y permanentes del Estado, así considerados por ley aprobada con cuórum calificado. En estos procesos, los hechos se apreciarán siempre en conciencia.
4. Por cancelación de la carta de nacionalización.
5. Por ley que revoque la nacionalización concedida por gracia.